# 興安路 (中山)
興安路，是中國廣東省中山市的一條主幹道。這條馬路在南頭鎮，西南至東北走向，西南邊是從105國道的同安大道路口開始，到東北面的細滘大橋。興安路位於105國道標記2617.9——2617.2公里處。

## 概要
全長765米，闊39米，雙向6車道。

## 經過的道路
順序從西南去到東北列，其中粗字是主幹道：
- 105國道、同安大道西、同安大道東
- 怡安中路
- 二埒路（橋底穿過，不連在一起）